# Кировский сельский совет (Черноморский район)
Кировский сельский совет (укр. Кіровська сільська рада, крымскотат. Kirovskoye köy şurası) — согласно законодательству Украины — административно-территориальная единица в Черноморском районе Автономной Республики Крым.
Население по переписи 2001 года — 3252 человека, территория сельсовета занимает 56 км².
К 2014 году состоял из 4 сёл:
- Кировское
- Дозорное
- Задорное
- Низовка

## История
Согласно книге «Города и села Украины. Автономная Республика Крым. Город Севастополь. Историко-краеведческие очерки», Кировский сельский совет был образован в 1944 году. На 15 июня 1960 года он уже существовал и в его состав входили населённые пункты:

| - п Глебовка - п Грозное - п Дедово - Дозорное - Журавлёвка - Задорное - Колодезное | - п Кировский - Низовка - Степное - п Тихое - п Успешное - п Ярославка |

К 1 января 1968 года Грозное и Зоряное передали в Далёковский сельсовет, Дедово и Тихое упразднены. К 1977 году ликвидированы Глебовка, Колодезное, Степное, Успешное и Ярославка и сельсовет обрёл современный состав.
С 12 февраля 1991 года сельсовет в восстановленной Крымской АССР, 26 февраля 1992 года переименованной в Автономную Республику Крым. С 21 марта 2014 года в составе Крыма аннексирован Россией. Законом «Об установлении границ муниципальных образований и статусе муниципальных образований в Республике Крым» от 4 июня 2014 года территория административной единицы была объявлена муниципальным образованием со статусом сельского поселения.